# سیلویو پتریچکو
سیلویو پتریچکو (انگلیسی: Silvijo Petriško؛ زادهٔ ۲۰ نوامبر ۱۹۷۹) اهل کرواسی است.